# Старая Радча
Старая Радча (укр. Стара Радча) — село в Народичском районе Житомирской области Украины.

## География
Село расположено на берегу реки Медведки. Занимает площадь 0,194 км².

## Население
Население по переписи 2001 года составляет 16 человек.

## Местный совет
Старая Радча входит в состав Радчанского сельского совета.
Адрес местного совета: 11412, Житомирская область, Народичский р-н, с. Радча, ул. 40-летия Победы, д. 2.